# Маргзор (район Рудаки)
Маргзор (тадж. Марғзор; до 2008 года — Карагаза) — село в районе Рудаки Республики Таджикистан. Входит в состав джамоата (сельской общины) Эсанбой района Рудаки.
Находится на расстоянии 64 км от райцентра (пгт. Сомониён) и 4 км от центра общины (село Эсанбой).
Население — 1390 чел. (2017).